# Feliciano (travhäst)
Feliciano, född 10 april 2015, är en fransk varmblodig travhäst som tränades av Philippe Allaire och kördes under sin karriär antagligen av Éric Raffin eller David Thomain.
Feliciano började tävla i augusti 2017 och inledde med två raka galopper i sina två första lopp, därefter tog han två raka segrar. Han sprang under sin karriär in 720 440 euro på 44 starter, varav 12 segrar, 7 andraplatser samt 5 tredjeplatser. Karriärens största seger kom i Prix de l'Étoile (2019).
Feliciano har också vunnit Prix Jacques de Vaulogé (2018), Prix de Milan (2019), Prix de Geneve (2019), Prix de Croix (2020) och Prix Louis Jariel (2020), han har även kommit på andraplats i Prix Abel Bassigny (2018), Critérium des 5 ans (2020), Europeiskt femåringschampionat (2020) och Prix de Bretagne (2020), Prix Jean-Luc Lagardère (2020), Prix Jean Dumouch (2021) samt på tredjeplats i Prix Phaeton (2019), Prix Marcel Laurent (2019), Prix René Ballière (2020) och Prix du Luxembourg (2022).
Han benämndes ofta som den eviga tvåan då hans halvbror Face Time Bourbon vunnit många lopp före honom som gjort att vinsterna i de större loppen uteblivit, han har exempelvis kommit tvåa i det franska femåringskriteriet Critérium des 5 ans bakom Face Time Bourbon.

## Karriär

### Tiden som unghäst
Feliciano inledde karriären hos sin tränare och ägare Philippe Allaire där han började tävla som tvååring. Debuten skedde den 10 november 2017 på travbanan Laval där han kördes av Éric Raffin i ett lopp som resulterade i galopp, men i den tredje starten vann han sitt första lopp på tiden 1'15"2. Därefter tog Feliciano en seger innan han i sin fjärde start kom på andraplats.
Han inledde sin treåringssäsong 2018 på ett bra sätt då han vann Prix de Roim, därefter kom han mycket på andra och tredjeplats, exempelvis kom han på andraplats i  Prix Abel Bassigny bakom Face Time Bourbon. Men under sin treåringssäsong vann han också Grupp 2-loppet Prix Jacques de Vaulogé. I det Franska treåringskriteriet Critérium des 3 ans på Vincennesbanan (franska motsvarigheten till Svenskt Trav-Kriterium) kom han på sjundeplats.
Under sin fyraåringssäsong fick han sitt stora genombrott då han skrällvann Grupp 1-loppet Prix de l'Étoile relativt enkelt och detta innebar hans första vinst i ett Grupp 1-lopp. Under säsongen kom han bland annat på tredjeplats i Prix Marcel Laurent och Prix Phaeton, men i hans största tävling för säsongen galopperade han i Critérium des 4 ans.

### Säsongen 2020
Han inledde sin första säsong i äldre eliten då han vann femåringsloppet Prix de Croix före bland annat den svenska topphästen Campo Bahia. Han vann också Grupp 2-loppet Prix Louis Jariel, därefter kom han på tredjeplats i Prix René Ballière som vanns av Face Time Bourbon på den nya världsrekordtiden 1'09"4 över 2100 meter. Därefter startade han i ett flertal storlopp såsom Critérium des 5 ans, Prix de l'Étoile och Europeiskt femåringschampionat, i Prix de l'Étoile var han titelförsvarare men kom på femteplats bakom vinnande Face Time Bourbon. I hans näst sista start för året kom han på andraplats i Prix de Bretagne vilket innebar en direktplats till 2021 års upplaga av Prix d'Amérique. I finalen kom han på femteplats.

### Slutet av karriären
under säsongen 2021 hann han starta i bland annat Prix de Belgique och Prix de France. Han gjorde sin sista start i karriären i Grupp 3-loppet Prix du Plateau de Gravelle där han slutade på sjundeplats bakom vinnande Ce Bello Romain. Efter starten i Prix du Plateau de Gravelle meddelade hans ägare och tränare Philippe Allaire att han skulle avsluta karriären på grund av återkommande problem med ryggen.